# Renato Carpentieri

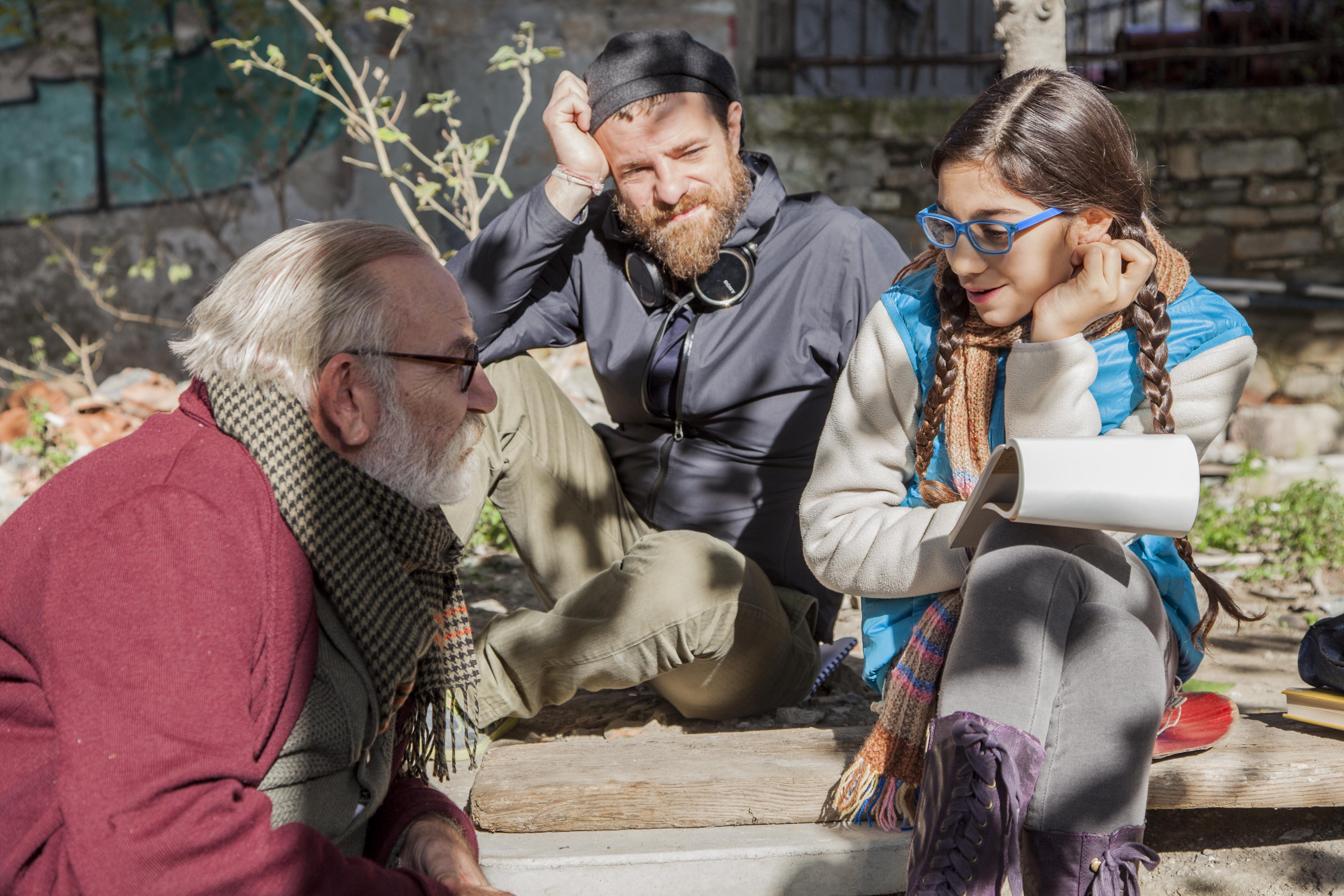
Gigi Roccati, Renato Carpentieri und Amber Dutta auf dem Set von Babylon Sisters (2016)

Renato Carpentieri (* 2. April 1943 in Savignano Irpino) ist ein italienischer Schauspieler.

## Leben
Carpentieri kam zum Studium der Architektur nach Neapel, wo er nach Jahren als Organisator und Agent für die Gruppe „Nuova Cultura“ arbeitete, 1975 zusammen mit Freunden das Teatro dei Mutamenti gründete, dem er fünf Jahre lang angehörte. Dort wirkte er als reiner Theaterdarsteller und -regisseur vor allem zeitgenössischer Stücke (z. B. Rameaus Neffe,  Cabaret, Teatrino scientifico, Auferstehung). Als Geschworener Consolo in Gianni Amelios Offene Türen – den er als einfachen Mann vom Lande, dessen Menschlichkeit und Verständnis den liberalen Richter überzeugt, darstellte – begann er 1990 eine späte Kinokarriere als wichtiger Nebendarsteller in ambitionierten Filmen der italienischen 1990er Jahre; nach einer kurzzeitigen Reduktion seiner Tätigkeit bleibt er bis in die zweite Hälfte der 2010er Jahre ein gefragter Charakterdarsteller, gelegentlich auch in Fernsehserien. 1995 wurde Carpentieri künstlerischer Leiter des „Libera Scena Ensemble“s.
Als bester Nebendarsteller erhielt Carpentieri für seine Rolle in Puerto Escondido 1993 ein Silbernes Band.

## Filmografie (Auswahl)
- 1990: L’attesa
- 1990: Offene Türen (Porte aperte)
- 1992: Gestohlene Kinder (Il ladro di bambini)
- 1993: Liebes Tagebuch… (Caro diario)
- 1994: Kampf der Mafia – Die Geschichte des Rosario Lavatino (Il giudice ragazzino)
- 1997: Artemisia (Artemisia)
- 2010: Die Fahne der Freiheit (Noi credevamo)
- 2011: Corpo Celeste
- 2014: Il giovane favoloso
- 2019: Paranza – Der Clan der Kinder (La paranza dei bambini)
- 2020: Du hast das Leben vor dir (La vita davanti a sé)
- 2021: The Hand of God (È stata la mano di Dio)
- 2023: Ingeborg Bachmann – Reise in die Wüste